# طاهر الزاوش

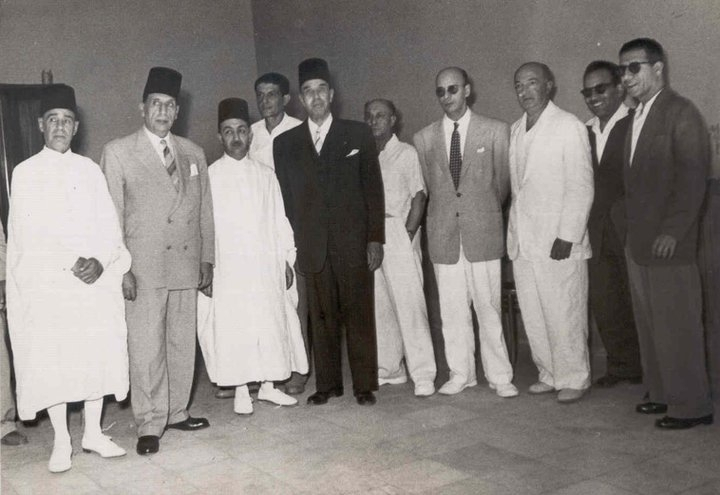
حكومة الطاهر بن عمار : طاهر الزاوش الثالث من اليمين

طاهر زاوش ، من مواليد 6 سبتمبر 1904 في تونس وتوفي 19 ديسمبر 1975 ، طبيب وسياسي تونسي.

## تعليمه
درس طاهر زاوش في معهد كارنو بتونس العاصمة. وبصفته واحدا من الجيل الأول من الأطباء التونسيين، فقد تلقى تعليمه الأكاديمي في فرنسا و تخصص في طب الأنف والأذن والحنجرة .
سنة 1932, قدم أطروحته تحت عنوان مساهمة في دراسة البلازمية في المجاري التنفسية العليا, في كلية الطب بباريس.
خلال فترة دراسته بالثلاثينات, كان عضوا برابطة الطلاب المسلمين في شمال أفريقيا.

## مسيرته
إثر عودته إلى تونس في عام 1932 ، انخرط طاهر الزاوش في الحياة السياسية إضافة إلى مزاولته الطب. في غضون 3 سنوات، وفي عام 1935، تم انتخابه أميناً عاماً للمكتب السياسي الثالث للحزب الحر الدستوري الجديد إلى جانب أخيه الصيدلاني نور الدين الذي تقلد منصب أمين الصندوق.
كطبيب، ترأس طاهر الزاوش مجلس نقابة الأطباء بين عامي 1963 و 1971 خلفا لمحمود الماطري، وأصبح بذلك ثاني تونسي يتحصل على هذا اللقب. خلال هذه الفترة، كانت توحيدة بن الشيخ نائبته.
في الخمسينات، عمل ضمن حكومة الطاهر بن عمار كوزير للصحة ثم كوزير للأشغال العامة. كما أنه لعب دورا بارزا مع طاهر بن عمار، المنجي سليم (صهره) والهادي نويرة في إطار المفاوضات التونسية - الفرنسية في سبتمبر 1954، التي أفضت إلى توقيع اتفاقيات تضمن للشعب التونسي الحكم الذاتي الداخلي في عام 1955.

## عائلته
طاهر زاوش حفيد طاهر زوش، ابن شقيق عبد الجليل زوش ، ابن عم أحمد زاوش، ووالد الدبلوماسي حميد زاوش.